# ألبيندازول
ألبيندازول (Albendazole) دواء مضاد للديدان يستخدم لعلاج الالتهابات المتنوعة التي تسببها الديدان، وعلى وجه الخصوص: المشوكات (داء المشوكات)، الالتهاب الناجم عن الدودة الشريطية، الذي يتمثل بوجود كيسات في الكبد، في الرئتين أو في الدماغ؛ والمذنبة (داء الكيسات المذنبة)، الناجم عن الدودة الشريطية التي مصدرها من الخنازير، التي تضر بالدماغ أيضا.
بالإضافة إلى ذلك، يستخدم هذا الدواء لعلاج التهابات اضافية تسببها الدودة الخطافية، الدودة السوطية (مسلكة) ودودة الاقصورة (Pinworm).
بروتوكول العلاج المتعارف عليه بالبيندازول، ينص على تناول الدواء لدورة مداها 4 اسابيع ومن ثم الاستراحة لاسبوعين، ويستمر تناول الدواء لثلاث دورات تقريبا.
تشمل الآثار الجانبية للالبيندازول: الم في البطن، غثيان، تقيؤ، الم في الرأس، دوار وتساقط مؤقت للشعر.
- الشكل الصيدلاني: اقراص

## الإستخدامات العلاجية
وهو فعال في الخط الأول من العلاج ضد:
- الديدان المفلطحة
  - خطافية الرأس / الديدان المثقوبة
    - داء المتورقات

  - الدودة الوحيدة / الديدان
    - داء الكيسات المذنبة[4]
    - داء المشوكات[4][5]
- ديدان أسطوانية الإصابة بسرمية دودية
  - داء المسلكات
  - داء السهميات

## إستعمالات أخرى
في أفريقيا يستخدم ألبيندازول (Albendazole) في علاج داء الفيل كجزء من العلاج الذي يمنع الإنتشار هذا المرض في أفريقيا جنوب الصحراء

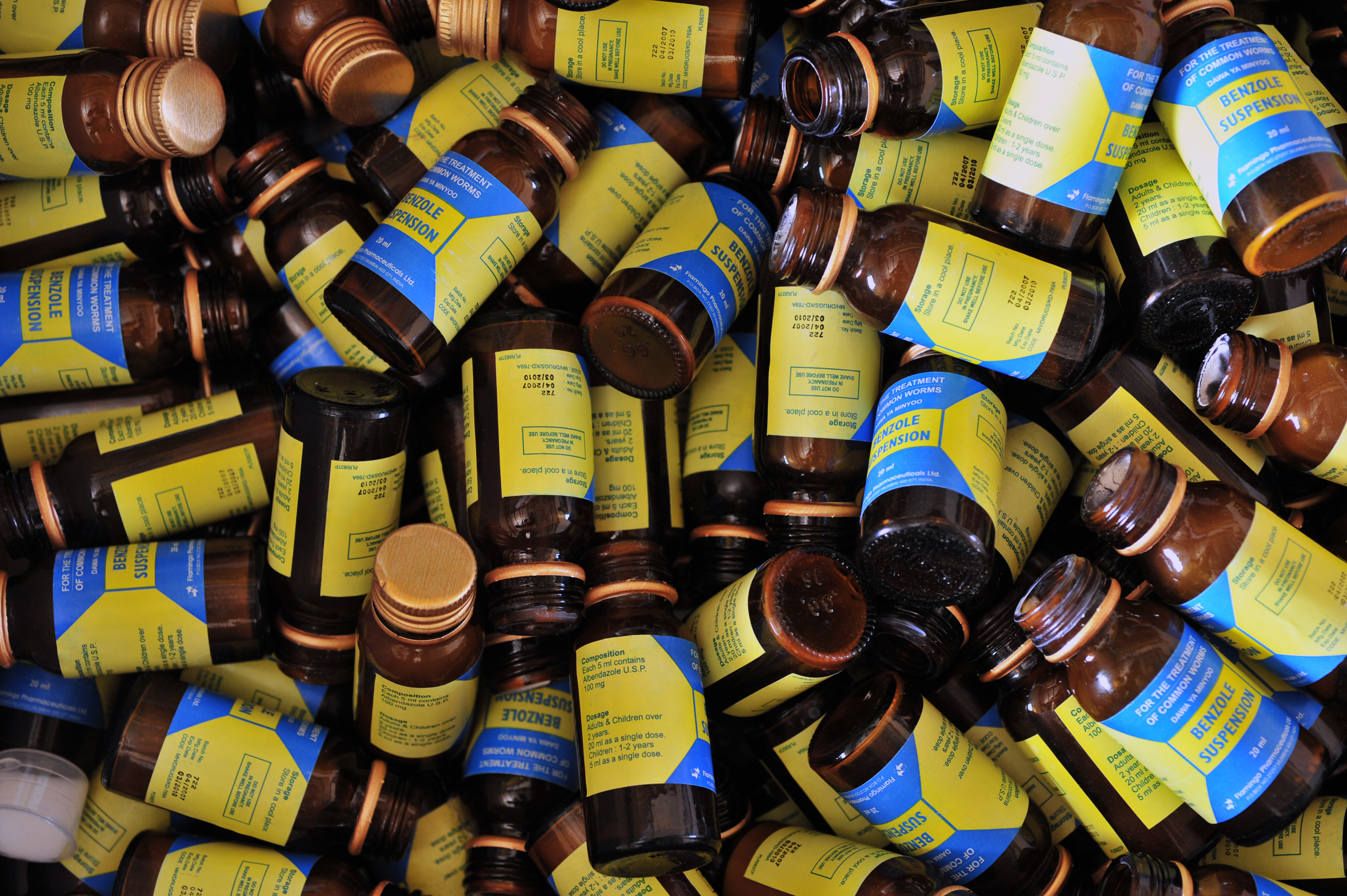
زجاجات من الألبيندازول تم التخلص وزعت في أفريقيا

## الجرعة
- مرتان في اليوم، حيث أن مدة العلاج تحدد بحسب نوع الالتهاب ومدى حدته.
- بروتوكول العلاج المتعارف عليه بالبيندازول، ينص على تناول الدواء لدورة مداها 4 اسابيع ومن ثم الاستراحة لاسبوعين، ويستمر تناول الدواء لثلاث دورات تقريبا.
- مجال الجرعة للبالغين: 400 - 800 مليغرام في اليوم، تقسم لجرعتين. المقدار الدقيق للجرعة ومدة العلاج، تحدد وفق نوع الالتهاب ومدى حدته.
- الجرعة للاطفال: 5 - 15 مليغرام لكل كغم من وزن الجسم.
- بداية الفعالية: خلال عدة ساعات.
- مدة الفعالية: 12 - 8 ساعة.
- التغذية: يجب تناول الدواء مع الطعام.
- نسيان الجرعة: عند نسيان تناول الجرعة، يجب تناولها حالا عند التذكر، الا إذا حان وقت تناول الجرعة التالية فيجب ترك الجرعة التي نسيت والاستمرار كالعادة.
- وقف الدواء: عند حدوث اضطراب في عمل الكبد، يجب ايقاف تناول الدواء حتى استقرار عمل الكبد.

## جرعة زائدة
اعراض الجرعة الزائدة غير معروفة، ولكن عند الاشتباه بتناول جرعة زائدة يجب التوجه لتلقي المساعدة الطبية.

## تحذيرات
- أثناء الحمل:

تبين من الابحاث التي اجريت على الحيوانات ان الدواء يسبب تشوهات بالاجنة. من المحبذ عدم الحمل في فترة استعمال هذا الدواء. يصنف ضمن الفئة (D)
يجب استعمال وسائل وقاية ناجعة لمنع الحمل أثناء استعمال هذا الدواء وبعد الانتهاء من تناوله بشهر تقريبا.
- الرضاعة:

لم يثبت ان استعمال الدواء امن للمرضعات. لا ينصح بتناوله.
- الأطفال والرضع

لا ينصح باستعماله تحت جيل 6 سنوات الا بتوصيه من الطبيب.
- كبار السن:

لا توجد مشاكل خاصه.
- السياقة

يجب الامتناع عن السياقة حتى تتضح ماهية تاثير الدواء، حيث من الممكن ان يسبب ضبابية (طمس).
- العملية الجراحية والتخدير:

يجب ابلاغ الطبيب الجراح أو الطبيب المخدر عن استعمال هذا الدواء.

## تأثيرات جانبية
- صداع، دوخة، ضعف.
- تساقط الشعر.
- تغير لون العين والجلد.
- ألم في البطن. غثيان أو قيء. نزيف.
- أعراض شبيهة بالإنفلونزا.
- حمى وقشعريرة.

## وصلات خارجية
- The Carter Center Lymphatic Filariasis Elimination Program
- MedicineNet article
- Albenza description at RxList